# Kérala
Kérala (malajálamsky കേരളം, Kéralam, anglicky Kerala) je malý svazový stát v jihozápadní Indii. Na severu sousedí s Karnátakou, na východě s Tamilnádu a na západě omývají její břehy vody Arabského moře.

## Geografie
Území státu je výrazně protáhlé podél Malabárského pobřeží: pobřežní linie měří 590 km, kdežto na šířku má stát maximálně 121 km. Podél pobřeží se nacházejí písčité pláže, mangrovy, jezera s brakickou vodou a rýžoviště. Ve vnitrozemí terén stoupá k pohoří Západní Ghát, kde leží nejvyšší hora Kéraly Anamudi (2695 m). Nejdelší řeka státu Perijár měří 244 km. Největším jezerem je Vembanad (2033 km²). Kérala má vlhké tropické podnebí, které silně ovlivňují sezonní monzuny.

## Obyvatelstvo

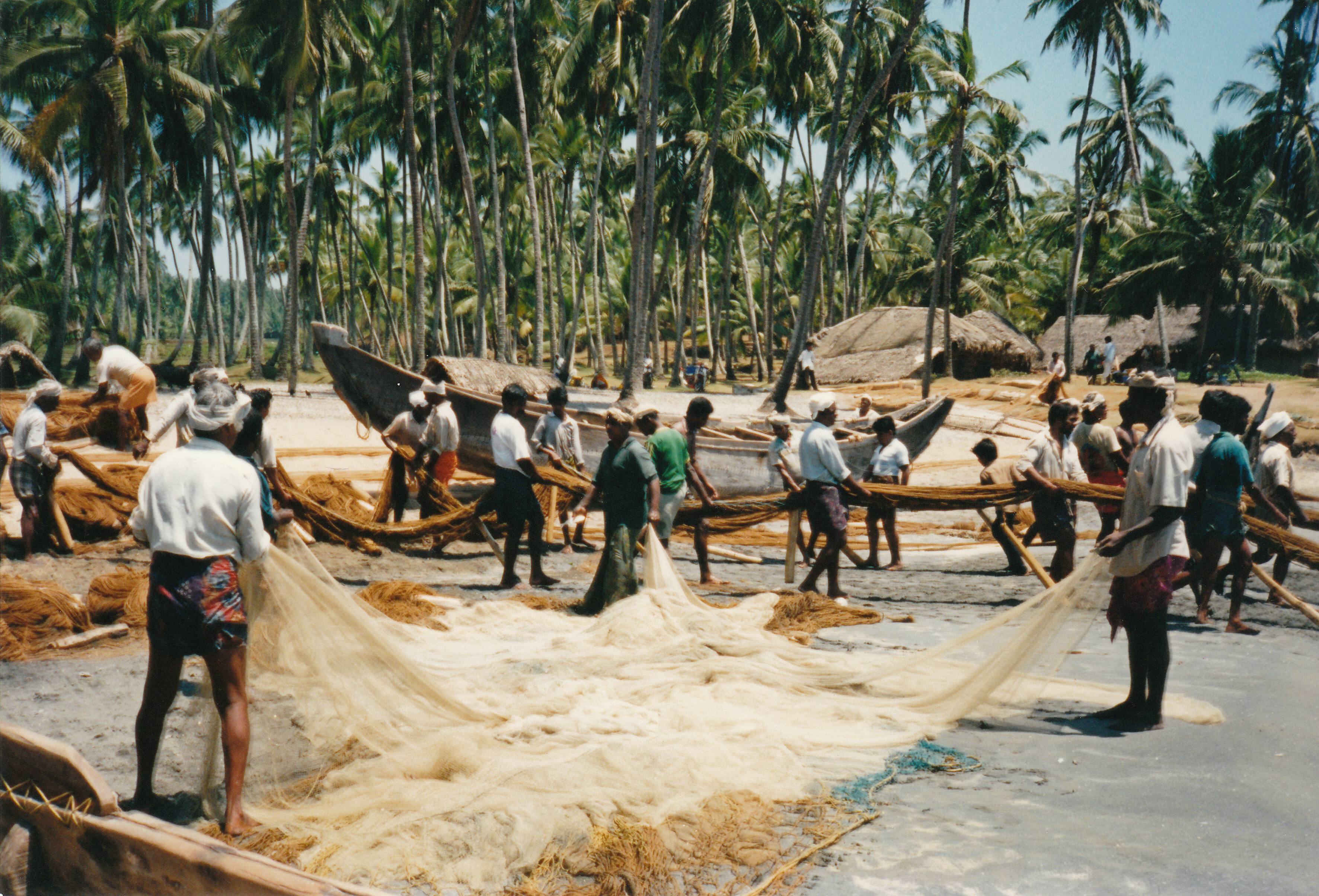
Rybářská vesnice

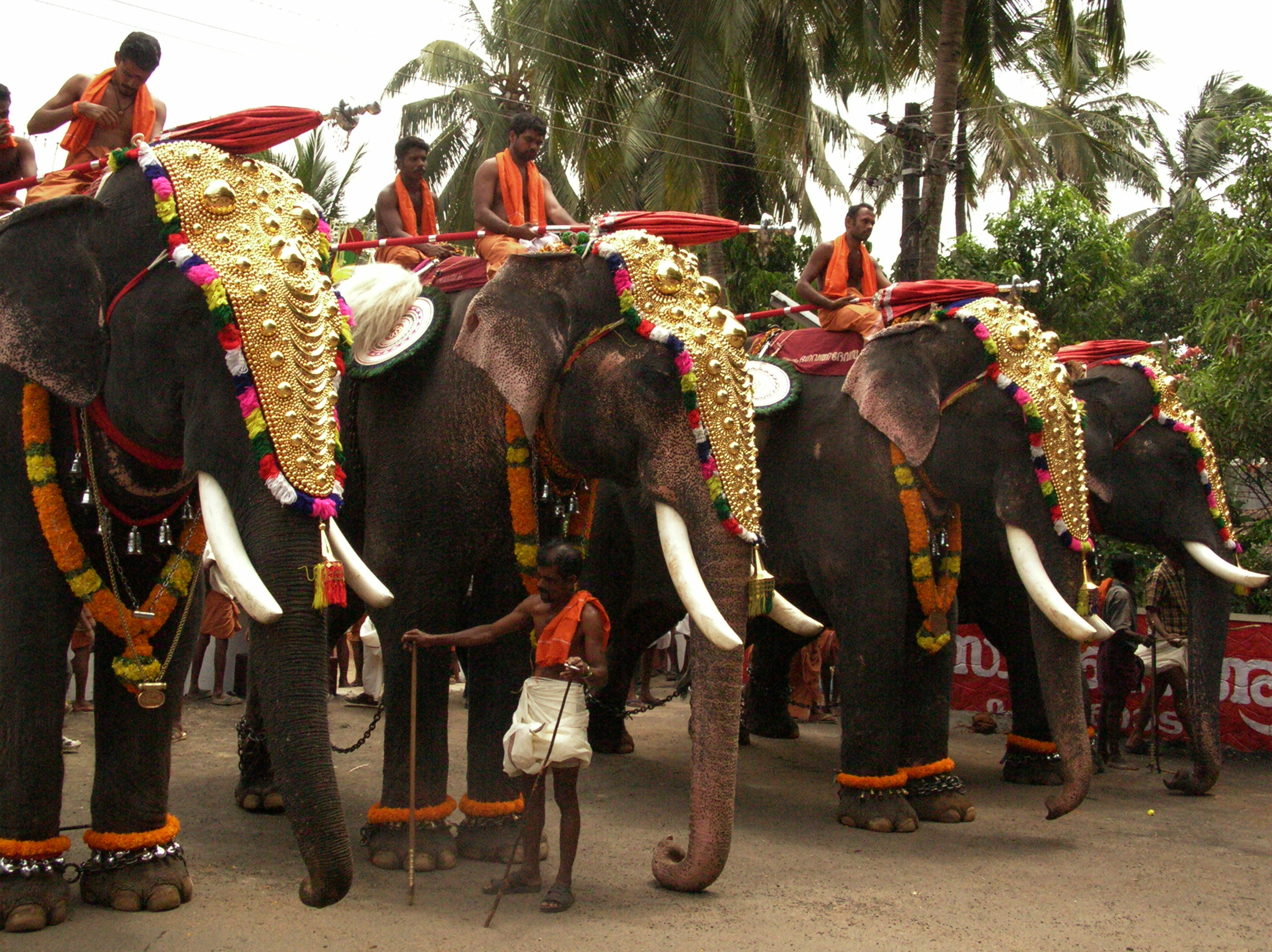
Chrámoví sloni

Hustota osídlení činí 819 obyvatel na kilometr čtvereční, což je po Biháru a Západním Bengálsku nejvíce v Indii. Největším městem je Tiruvanantapuram, který má 750 000 obyvatel a s aglomerací 1 680 000. Oficiálním jazykem je malajálamština, kterou uvádí jako mateřštinu 96,7 % obyvatel státu, menšiny tvoří Tamilové a Tuluové a Adivasiové. Hinduismus vyznává 56 % obyvatel, islám 24 % a křesťanství 19 % (Kérala je centrem křesťanů sv. Tomáše, tj.: Syromalabarské katolické církve, Syromalankarské katolické c., Syromalabarské církve Mar Thoma a obou jakobitských církví) . Žije zde také starobylá skupina Židů (Mizrachim), ale většina z nich se odstěhovala do Izraele.

## Historie
Po získání indické nezávislosti v roce 1947 patřily části dnešní Kéraly pod stát Madrás, který kromě nich zahrnoval území dnešního Tamilnádu, pobřežní části Ándhrapradéše a severní Karnátaku. Bývalé knížecí státy (vazalové Britů) Tiruvitánkúr a Kočči byly 1. 7. 1949 spojeny do teritoria Tiruvitánkúr-Kočči, které bylo 1. 1. 1950 uznáno jako svazový stát. Ve druhé polovině padesátých let byly hranice států upraveny podle jazykových hledisek. Několik okrsků Tiruvitánkúru-Kočči přešlo pod správu Tamilnádu, z druhé strany byl připojen Malabárský okres a okrsek Kásargód. Nový stát se jmenoval Kérala a oficiálně vznikl 1. 11. 1950. Název je odvozen od starověké dynastie Čérů.

## Politika a ekonomika
Rozhodující vliv na kéralskou politiku má koalice Levicová demokratická fronta, v níž je hlavní silou Komunistická strana Indie (marxistická). Komunisté poprvé vyhráli volby v roce 1957 a od té doby devětkrát obsadili post předsedy vlády, od roku 2011 jsou v opozici. Zavedli řadu sociálních programů, vždy však respektovali politickou a ekonomickou pluralitu.
Kérala má nejvyšší index lidského rozvoje z indických států. Je zde nejvyšší střední délka života, gramotnost přesahující 95 % a nejnižší přírůstek obyvatelstva.
Ekonomika je založena tradičně na rybolovu a zemědělství: pěstuje se rýže setá, palma kokosová, kardamovník obecný, pepř černý a vanilka. Významný je chov domestikovaných slonů. Vyrábí se kokosové textilní vlákno, těží se ilmenit a bauxit. Vláda investuje do rozvoje moderních technologií: v Tiruvanantapuramu se nachází největší IT park v Indii. Rozvíjí se turistický ruch. Významným zdrojem příjmů jsou platy více než dvou milionů obyvatel Kéraly, kteří pracují v bohatých státech Perského zálivu.

## Náboženství
Aktivně zde působí zejména Syrsko-malabarská katolická církev.

## Správní členění
Kérala se dělí na 14 okresů (malajálamsky ജില്ല džilla, pl. ജില്ലകള്‍ džillakal, anglicky district, pl. districts).
- ആലപ്പുഴ / Álappuža / Alappuzha
- ഇടുക്കി / Itukki / Idukki
- എറണാകുളം / Eranákulam / Ernakulam
- കണ്ണൂര്‍ / Kannúr / Kannur
- കാസര്‍ഗോഡ് / Kásargód / Kasaragod
- കൊല്ലം / Kollam / Kollam
- കോട്ടയം / Kóttajam / Kottayam
- കോഴിക്കോട് / Kóžikkót / Kozhikode
- തിരുവനന്തപുരം / Tiruvanantapuram / Thiruvananthapuram
- തൃശ്ശൂര്‍ / Trššúr / Thrissur
- പത്തനംതിട്ട / Pattanantitta / Pathanamthitta
- പാലക്കാട് / Pálakkát / Palakkad
- മലപ്പുറം / Malappuram / Malappuram
- വയനാട് / Vajanát / Wayanad

## Fotogalerie

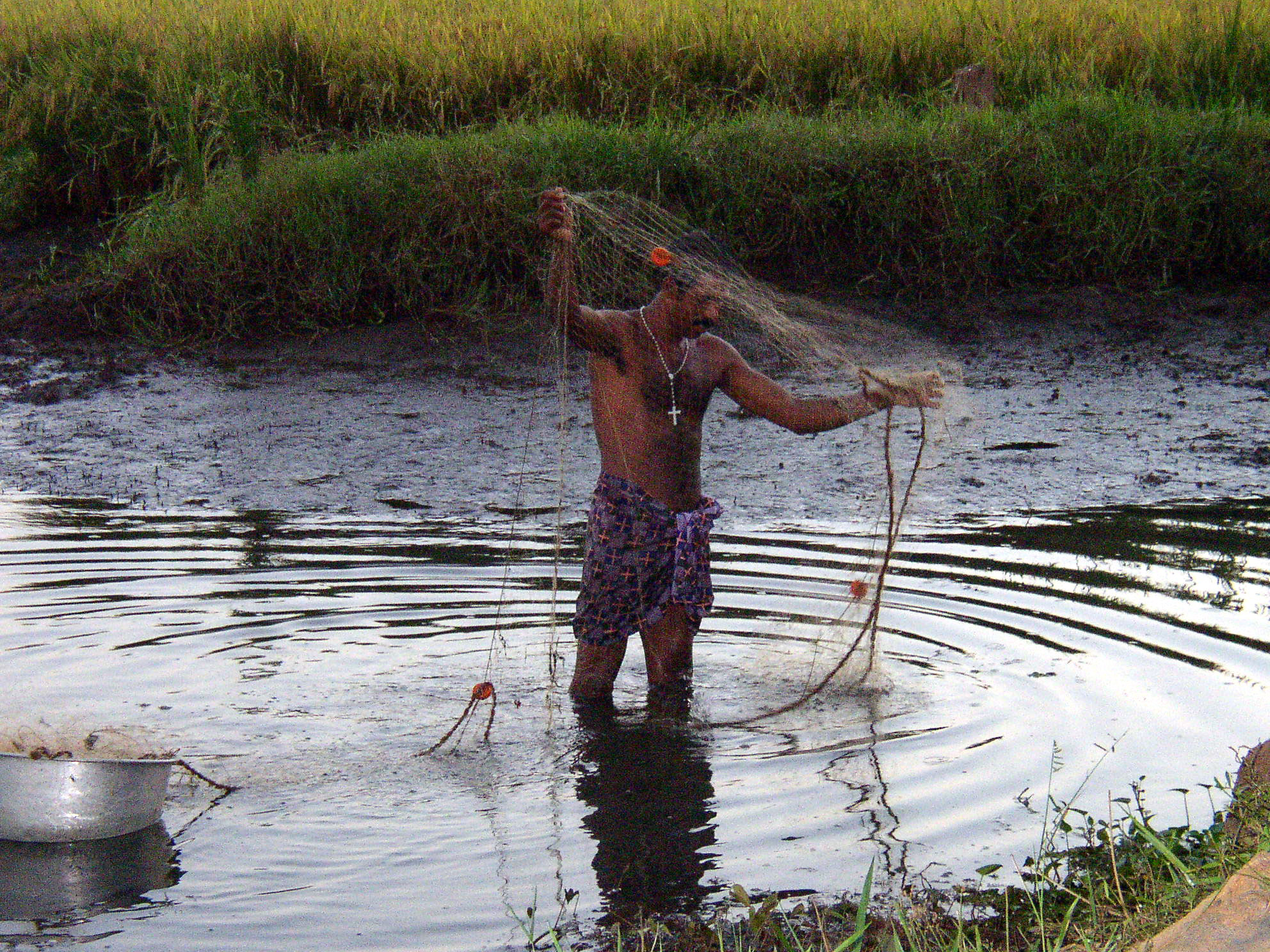
Rybář
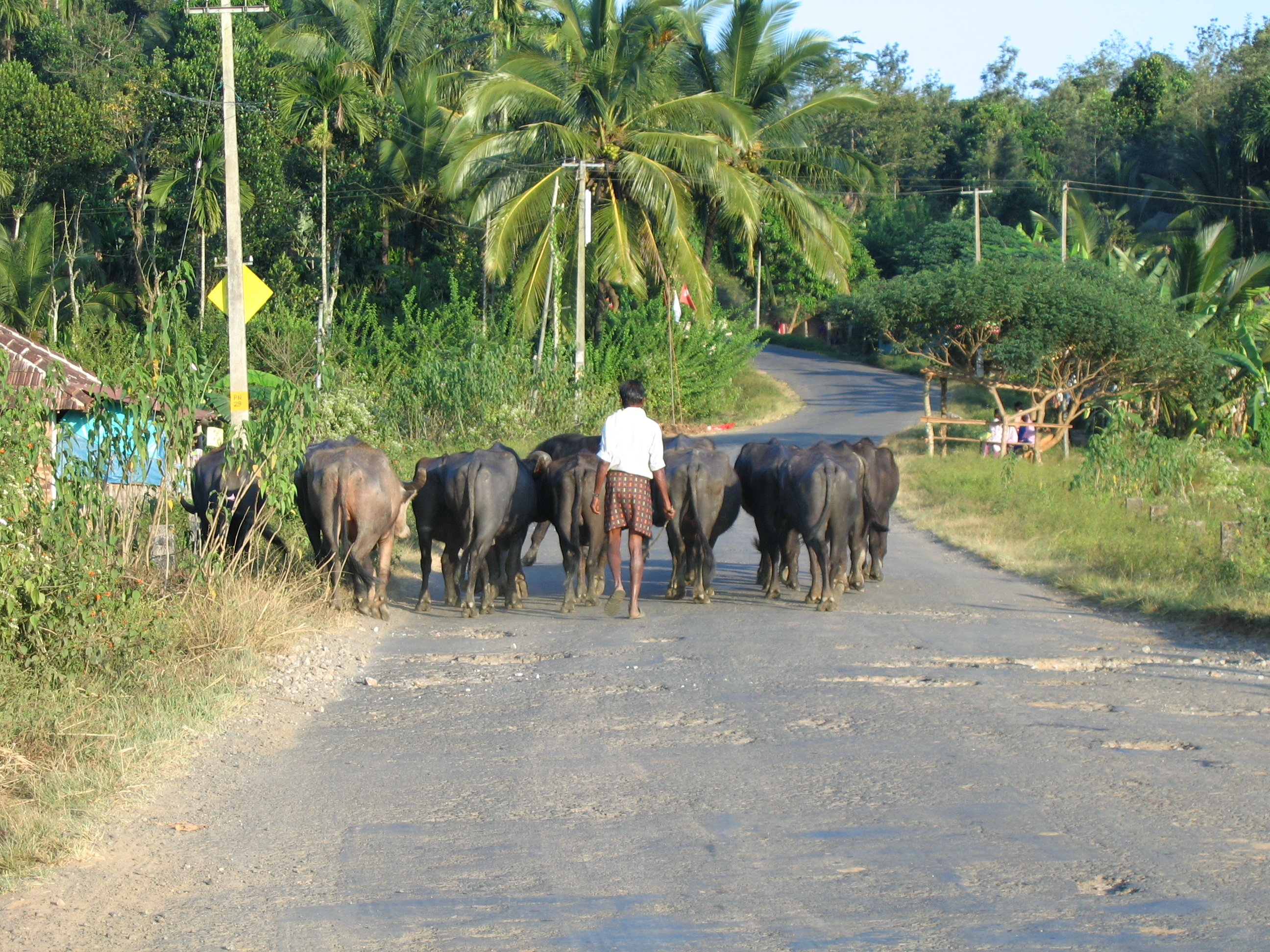
Silnice
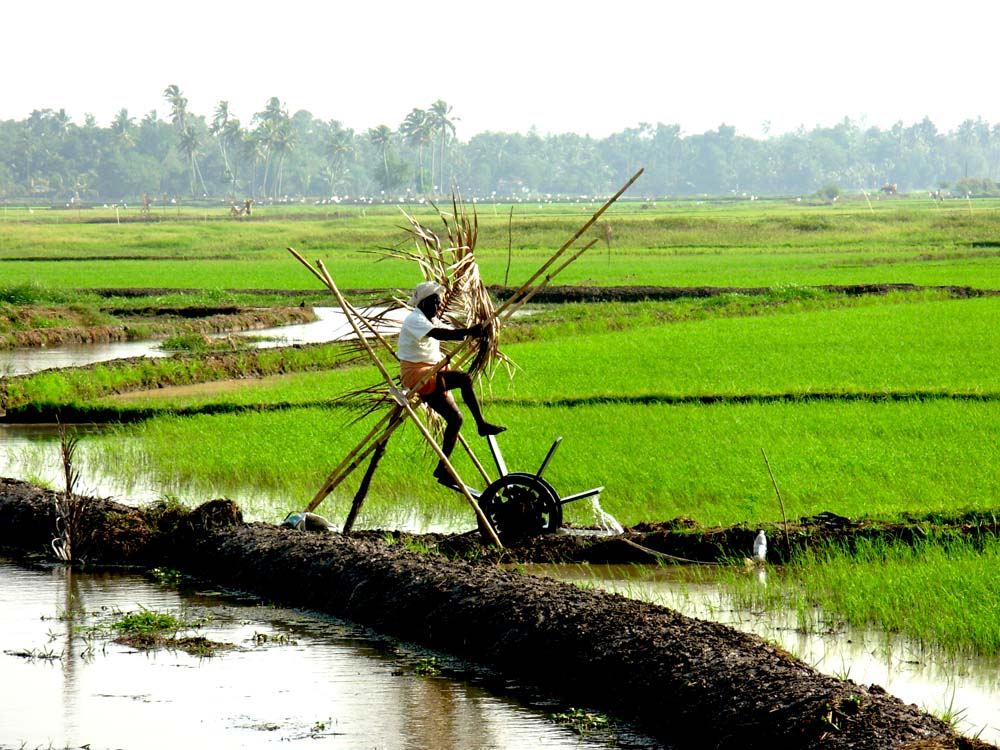
Práce na rýžovém poli